# Vanessa Hudgens
Vanessa Anne Hudgens (ur. 14 grudnia 1988 w Salinas) – amerykańska aktorka, piosenkarka, modelka, tancerka i producentka. Znana m.in. z roli Gabrielli Montez w serii filmów High School Musical.

## Życiorys
Urodziła się w Salinas, mieście położonym w zachodniej części Kalifornii. Jest córką strażaka Grega Hudgens o korzeniach brytyjskich i wychowanej na Mindanao filipińskiej bizneswoman Giny Guanco. Z powodu szybko rozwijającej się kariery, wraz z całą rodziną przeprowadziła się do Los Angeles. Ma młodszą siostrę Stellę, która również jest aktorką.
Mając siedem lat, została posłana przez rodziców do szkoły o profilu aktorskim, a rok później zaczęła grać w teatrze. W wieku 12 lat wyprowadziła się od rodziców, by móc podróżować zawodowo. W tym czasie mieszkała z opiekunką. Od siódmej klasy szkoły podstawowej miała indywidualny tok nauczania z powodu swojej aktorskiej kariery

### Kariera

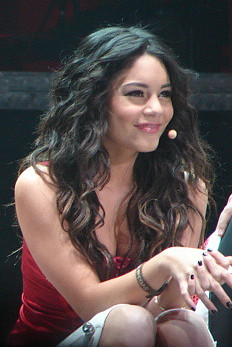
Vanessa Hudgens (2006)

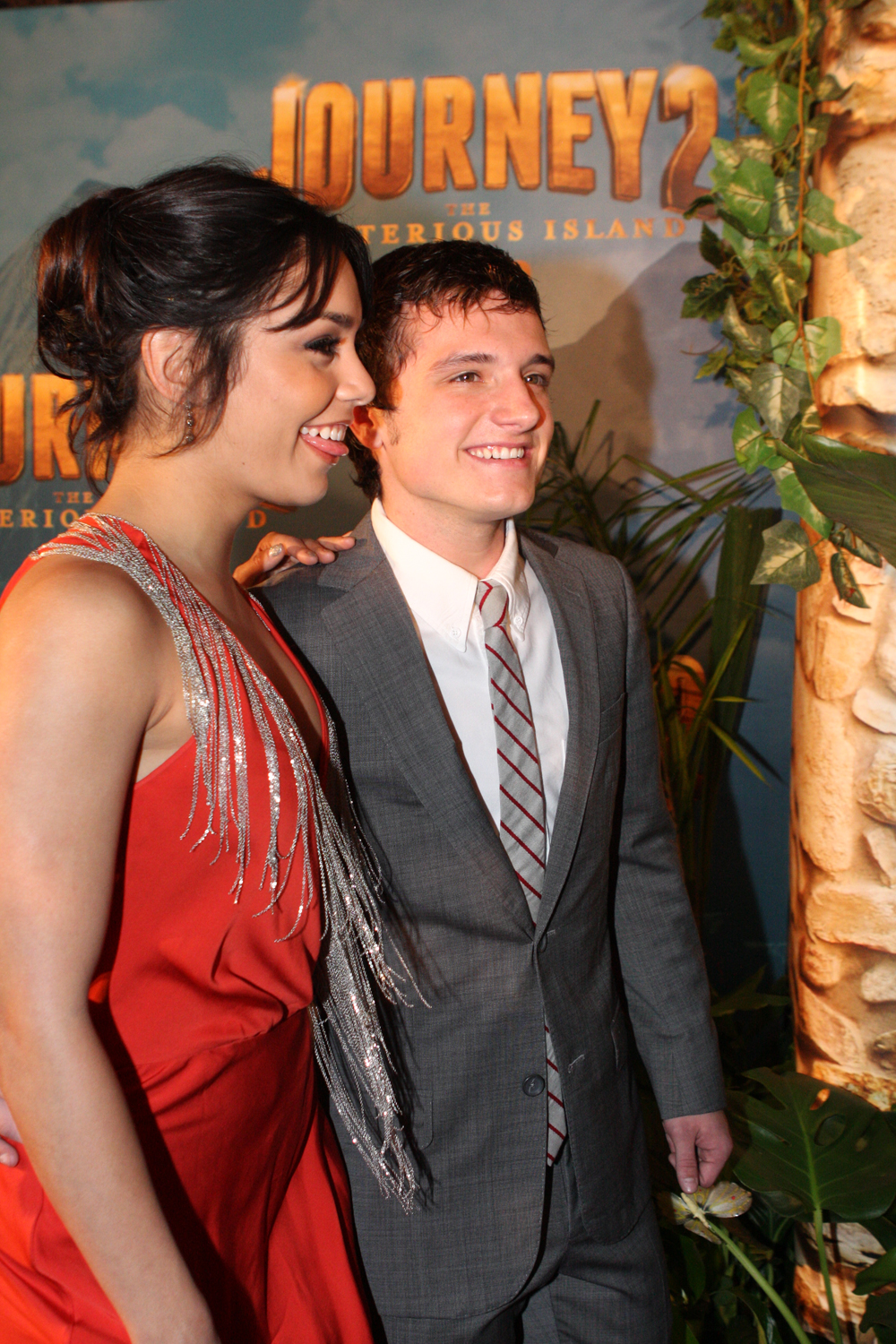
Vanessa Hudgens i Josh Hutcherson (2012)

Będąc dzieckiem, pracowała jako modelka, prezentowała wtedy ubrania projektantów dziecięcych. Wystąpiła również w reklamie sklepu odzieżowego Old Navy i produktów firmy kosmetycznej Neutrogena. Później stała się modelką marki Red by Marc Ecko oraz linii odzieżowej amerykańskiej sieci sklepów Sears.
Zadebiutowała jako rolą Noel w filmie Trzynastka. Później wystąpiła w filmie Thunderbirds jako Tin-tin. Popularność zyskała dzięki roli Gabrielli Montez w trzech disneyowskich produkcjach: High School Musical, High School Musical 2 i High School Musical 3: Ostatnia klasa. Wkrótce po premierze filmu High School Musical, piosenki wykonywane przez Hudgens w duecie z Zakiem Efronem trafiły na amerykańskie listy przebojów. Ścieżkę dźwiękową promował przebój Breaking Free. Z kolei za występ w trzeciej części filmu była w 2009 nominowana do nagród MTV Movie Awards 2009 w dwóch kategoriach: Najlepsza przełomowa rola żeńska i Najlepszy pocałunek (wraz z Zakiem Efronem).
We wrześniu 2006 nakładem wytwórni Hollywood Records wydała debiutancki, solowy album pt. V. W pierwszym tygodniu po premierze sprzedano 70 tys. egzemplarzy płyty. Nagrała dwa teledyski do singli: Come Back to Me i Say Ok. Pierwszy klip ukazał się w dniu premiery filmu Dziewczyny Cheetah 2, zaś drugi został zaprezentowany podczas premiery filmu Wskakuj!. Jej piosenka Let’s Dance została użyta do promocji programu Dancing with the Stars.
1 lipca 2008 wydała drugi album pt. Identified, wyprodukowany przez Hollywood Records. Pierwszym singlem z płyty był utwór Sneakernight. Pojawiła się też w serialu Drake and Josh. W 2009 premierę miał film Bandslam, w którym zagrała Sam.
Od 2014 jest twarzą marki odzieżowej BONGO. W 2014 zdobyła nominację do nagrody MTV Movie Awards 2014 w kategorii Najlepszy pocałunek (wraz z Ashley Benson i Jamesem Franco) za film Spring Breakers. W styczniu 2015 wystąpiła w spektaklu Gigi, gdzie zagrała główną rolę. Spektakl miał swoją premierę na Broadwayu.
W 2018 pojawiła się w filmie Teraz albo nigdy.

## Życie prywatne
Od 2006 do 2010 spotykała się z aktorem Zakiem Efronem, którego poznała na planie produkcji Disneya High School Musical. W 2012 zaczęła spotykać się z Austinem Butlerem, z którym rozstała się na początku 2020. Od 2021 zaczęła umawiać się z amerykańskim baseballistą Cole Tuckerem.

## Filmografia

### Filmy
| Rok  | Tytuł                                 | Rola                          | Uwagi                             |
| ---- | ------------------------------------- | ----------------------------- | --------------------------------- |
| 2001 | Trzynastka                            | Noel                          |                                   |
| 2004 | Thunderbirds                          | Tin-Tin                       |                                   |
| 2006 | High School Musical                   | Gabriella Montez              | film telewizyjny (Disney Channel) |
| 2007 | High School Musical 2                 | Gabriella Montez              | film telewizyjny (Disney Channel) |
| 2008 | High School Musical 3: Ostatnia klasa | Gabriella Montez              |                                   |
| 2009 | Bandslam                              | Sa5m                          |                                   |
| 2011 | Bestia                                | Linda Taylor                  |                                   |
| 2011 | Sucker Punch                          | Blondie                       |                                   |
| 2012 | Spring Breakers                       | Candy                         |                                   |
| 2012 | Podróż na Tajemniczą Wyspę            | Kailani Laguatan              |                                   |
| 2013 | Choose You                            | Była dziewczyna               | film krótkometrażowy              |
| 2013 | Maczeta zabija                        | Cereza Desdemona              |                                   |
| 2013 | Polowanie na łowcę                    | Cindy Paulson                 |                                   |
| 2013 | Gimme Shelter                         | Agnes „Apple” Bailey          |                                   |
| 2015 | Wybryk natury                         | Lorelei                       |                                   |
| 2018 | Dog Days                              | Tara                          |                                   |
| 2018 | Teraz albo nigdy                      | Zoe Clarke                    |                                   |
| 2018 | Zamiana z księżniczką                 | Stacy de Novo / lady Margaret | film Netfliksa                    |
| 2019 | Polar                                 | Camille                       |                                   |
| 2019 | Świąteczny rycerz                     | Brooke Winters                | film Netfliksa; producent         |
| 2020 | Bad Boys for Life                     | Kelly                         |                                   |
| 2020 | Zamiana z księżniczką 2               | Stacy / Margaret / Fiona      | film Netfliksa; producent         |
| 2021 | Asking for It                         | Beatrice                      |                                   |
| 2021 | Zamiana z księżniczką 3               | Stacy / Margaret / Fiona      | film Netfliksa; producent         |
| 2021 | tick, tick... Boom!                   | Karessa                       |                                   |
| 2022 | Entergalactic                         | Karina (głos)                 |                                   |
| 2023 | Downtown Owl                          | Naomi                         |                                   |
| 2024 | French Girl                           | Ruby Collins                  |                                   |
| 2024 | Bad Boys: Ride or Die                 | Kelly                         |                                   |

### Seriale
| Rok  | Tytuł               | Rola                                      | Uwagi                                                 |
| ---- | ------------------- | ----------------------------------------- | ----------------------------------------------------- |
| 2002 | Wydział kryminalny  | Nicole                                    | odc. Had                                              |
| 2002 | Byle do przodu      | Tiffany                                   | odc. Still Rocking                                    |
| 2003 | The Brothers Garcia | Lindsay                                   | odc. New Tunes                                        |
| 2005 | Pięcioraczki        | Carmen                                    | odc. The Coconut Kapow                                |
| 2006 | Drake i Josh        | Rebecca                                   | odc. Little Sibling                                   |
| 2006 | Nie ma to jak hotel | Corrie                                    | odc. 2.6; 2.10; 2.12; 2.14                            |
| 2009 | Robot Chicken       | Lara Lor-Van / Butterbear / Erin Esurance | odc. Especially the Animal Keith Crofford             |
| 2016 | Grease: Live        | Betty Rizzo                               | musical na żywo                                       |
| 2017 | Bezmocni            | Emily Locke                               | główna rola                                           |
| 2019 | Rent: Live          | Betty Rizzo                               | Maureen Johnson                                       |
| 2019 | Drunk History       | Mata Hari Marge Callaghan Joan of Arc     | odc. Femme Fatales odc. Baseball odc. The Middle Ages |

### Role teatralne
Źródło:
| Rok  | Przedstawienie | Rola         | Miejsce        |
| ---- | -------------- | ------------ | -------------- |
| 2010 | Rent           | Mimi Marquez | Hollywood Bowl |
| 2015 | Gigi           | Gigi         | Kennedy Center |
| 2015 | Gigi           | Gigi         | Broadway       |
| 2018 | In the Heights | Vanessa      | Kennedy Center |

## Nagrody i nominacje
| Rok  | Nagroda                                   | Kategoria | Przedmiot nominacji                   | Rezultat  |
| ---- | ----------------------------------------- | --- | ------------------------------------- | --------- |
| 2006 | Imagen Foundation Awards                  | Najlepsza aktorka telewizyjna                                                                                            | High School Musical                   | Nominacja |
| 2006 | Teen Choice Awards                        | Ulubiona chemia telewizyjna (z Zakiem Efronem)                                                                           | High School Musical                   | Wygrana   |
| 2006 | Teen Choice Awards                        | Przełomowa rola telewizyjna                                                                                              | High School Musical                   | Nominacja |
| 2007 | Teen Choice Awards                        | Ulubiona artystka | ona sama                              | Wygrana   |
| 2007 | Young Artist Awards                       | Ulubiona aktorka w filmie telewizyjnym, miniserialu lub serialu (komedia / dramat) – pierwszoplanowa rola młodej aktorki | High School Musical                   | Nominacja |
| 2008 | Teen Choice Awards                        | Choice Hottie | ona sama                              | Wygrana   |
| 2009 | Kids’ Choice Awards                       | Ulubiona aktorka filmowa                                                                                                 | High School Musical 3: Ostatnia klasa | Wygrana   |
| 2009 | MTV Movie Awards                          | Przełomowa rola kobieca                                                                                                  | High School Musical 3: Ostatnia klasa | Nominacja |
| 2009 | MTV Movie Awards                          | Najlepszy pocałunek (wraz z Zakiem Efronem)                                                                              | High School Musical 3: Ostatnia klasa | Nominacja |
| 2009 | Teen Choice Awards                        | Ulubiona aktorka filmu muzycznego / komediowego                                                                          | High School Musical 3: Ostatnia klasa | Nominacja |
| 2009 | Teen Choice Awards                        | Ulubiony pocałunek (wraz z Zakiem Efronem)                                                                               | High School Musical 3: Ostatnia klasa | Nominacja |
| 2009 | Teen Choice Awards                        | Choice Hottie | ona sama                              | Nominacja |
| 2010 | ShoWest                                   | Kobieca gwiazda jutra | ona sama                              | Wygrana   |
| 2010 | Australian Kids’ Choice Awards            | Najbardziej urocza para (wraz z Zakiem Efronem)                                                                          | High School Musical 3: Ostatnia klasa | Wygrana   |
| 2011 | People’s Choice Awards                    | Ulubiona gwiazda filmowa poniżej 25. roku życia                                                                          | ona sama                              | Nominacja |
| 2011 | Teen Choice Awards                        | Ikona czerwonego dywanu – kobieta                                                                                        | ona sama                              | Nominacja |
| 2011 | Teen Choice Awards                        | Ulubiony pocałunek (wraz z Alexem Pettyferem)                                                                            | Bestia                                | Nominacja |
| 2012 | Teen Choice Awards                        | Ulubiona aktorka filmu science-fiction / fantasy                                                                         | Podróż na Tajemniczą Wyspę            | Nominacja |
| 2013 | Kids’ Choice Awards                       | Ulubiona aktorka filmowa                                                                                                 | Podróż na Tajemniczą Wyspę            | Nominacja |
| 2013 | Alliance of Women Film Journalists Awards | Aktorka najbardziej potrzebująca nowego agenta (wraz z Ashley Benson, Rachel Korine, Seleną Gomez)                       | Spring Breakers                       | Nominacja |
| 2014 | MTV Movie Awards                          | Najlepszy pocałunek (wraz z Ashley Benson i Jamesem Franco)                                                              | Spring Breakers                       | Nominacja |
| 2014 | Young Hollywood Awards                    | Trendsetter Award | ona sama                              | Wygrana   |
| 2017 | Teen Choice Awards                        | „See Her” Award | ona sama                              | Wygrana   |